# Frequentiekarakteristiek

rood: Oktava 319; blauw: Shure SM58

De frequentiekarakteristiek of frequentierespons van een microfoon is een weergave van het frequentieverloop van een microfoon, en geeft dus aan hoe gevoelig de microfoon is voor specifieke frequenties van geluid.
Elke microfoon heeft zijn eigen frequentiespectrum waarin hij het best presteert. Dit is van belang bij de keuze van de microfoon voor een specifieke toepassing. Zo worden microfoons die vooral de hoge frequenties goed kunnen weergeven, gebruikt voor instrumenten met een "hoge" klank (bijvoorbeeld bekkens). Microfoons met een accentuering van het frequentiegebied tussen 2 en 8 kHz zijn het meest geschikt voor het opnemen van menselijke spraak of zang.